# Serdar Tamaç
Serdar Tamaç (né le 7 août 1985 à Çanakkale) est un athlète turc, spécialiste du sprint et du 400 m.
Son meilleur temps, sur 400 m, est de 46 s 55, obtenu à Belgrade le 28 mai 2011, même s'il a réalisé 10 s 67 et 21 s 51 en 2004. Il a participé aux Championnats d'Europe en salle à Paris-Bercy en 2011 et à ceux de Turin en 2009. Son meilleur résultat et record personnel et de Turquie est une place de 5e lors des Championnats du monde juniors de Grosseto en 2004, avec 46 s 63. Depuis le 2 juillet 2011, il détient le nouveau record turc du relais 4 × 100 m, pour la première fois sous les 40 s, lors des Championnats des Balkans (médaille d'or) en 39 s 81 à Sliven : équipe composée de Serdar Tamaç, Sezai Özkaya, Hakan Karacaoğlu et de İzzet Safer.
Il détient, comme dernier relayeur, également le record national turc du relais 4 × 400 m et 7e meilleur temps européen de l'année 2011, en 3 min 3 s 92, obtenu à Ankara le 9 août (Ali Ekber Kayaş, Halit Kılıç, Yavuz Can, Serdar Tamaç).